# Pogy Lake
Der Pogy Lake ist ein See im nördlichen Teil des Mecosta County im US-Bundesstaat Michigan in den Vereinigten Staaten.
Die Fläche des Sees beträgt 37,67 Hektar und wird vom Pogy Creek gespeist. Die maximale Tiefe beträgt 12,2 Meter. Er liegt etwa 12 Kilometer entfernt der Ortschaft Evart und unweit der Ortschaft Pogy.
Als beliebtes Angelrevier beherbergt der See vor allem Barschartige.